# Schefflera clausa
Schefflera clausa är en araliaväxtart som beskrevs av David Gamman Frodin. Schefflera clausa ingår i släktet Schefflera och familjen araliaväxter. Inga underarter finns listade.